# Trudno tak
Trudno tak (razem być nam ze sobą...) – piosenka Krzysztofa Krawczyka i Edyty Bartosiewicz z albumu pt. To, co w życiu ważne, wydana w 2004 roku.

## Opis
Utwór jest adaptacją wykonywanego w języku serbskim utworu pt. Sanjaj me, którego autorami są Mirko i Snežana Vukomanovicowie.
Utwór znalazł się także na płytach: Pocztówka z wakacji Vol. 3 (2005), Perły z Listy Przebojów Programu Trzeciego (2012) oraz w ścieżce dźwiękowej gry pt. Karaoke Top Hits 50.

## Pozycje na listach przebojów
| Kraj   | Notowanie (2004)                   | Pozycja |
| ------ | ---------------------------------- | ------- |
| Polska | Lista przebojów Programu Trzeciego | 1       |
| Polska | 30 ton – lista, lista przebojów    | 1       |
| Polska | Poplista                           | 1       |
| Polska | Polskie Radio Pomorza i Kujaw      | 1       |
| Polska | Szczecińska Lista Przebojów        | 1       |

## Inne wykonania
- Natasza Urbańska i Janusz Józefowicz – podczas koncertu pt. Viva! Najpiękniejsi 2012 w 2012 roku[4].
- Andrzej Młynarczyk – podczas 9. edycji programu Twoja twarz brzmi znajomo wraz z Joanną Lazer jako Edyta Bartosiewicz w 2018 roku[5]
- Edyta Górniak – podczas koncertu pt. Jak przeżyć wszystko jeszcze raz — The Best of Krzysztof Krawczyk w 2021 roku[6].